# Pseudocobelura
Pseudocobelura es un género de escarabajos longicornios de la tribu Acanthocinini.

## Especies
- Pseudocobelura prolixa (Bates, 1864)
- Pseudocobelura succincta Monné & Martins, 1976